# 喜斑鸠菊
喜斑鸠菊（学名：Vernonia blanda）为菊科班鸠菊属的植物。分布于越南、印度、老挝、马来西亚、泰国、缅甸以及中国大陆的西藏、云南、广西等地，生长于海拔500米至2,600米的地区，见于山坡灌丛密林中，目前尚未由人工引种栽培。